# ديفيد مارتن (سياسي أمريكي، مواليد 1953)
ديفيد مارتن (بالإنجليزية: David Martin) هو سياسي أمريكي، ولد في 23 فبراير 1953 في كانساس سيتي في الولايات المتحدة. نشط حزبياً في الحزب الديمقراطي. وقد انتخب عمدة ستامفورد (نوفمبر 2013 – ).